# Callistemon lanceolatus
Callistemon citrinus là một loài thực vật có hoa trong Họ Đào kim nương. Loài này được (Sm.) Sweet mô tả khoa học đầu tiên năm 1826.

## Hình ảnh

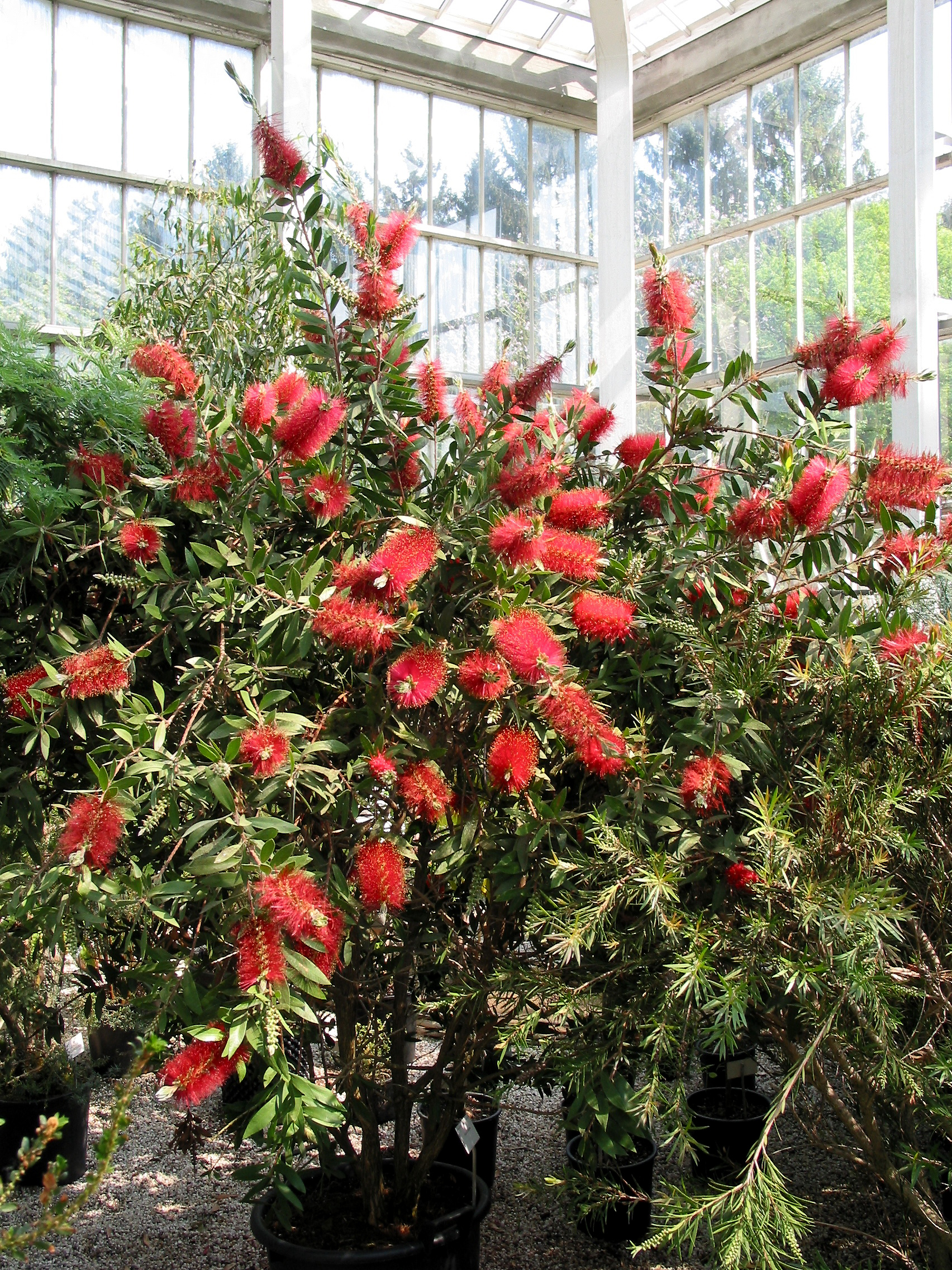